# 今村隆
今村 隆 (いまむら たかし、1933年4月8日 - 1959年) は、日本の歌手。本名：今村金一。秋田県出身。
1953年に「雨の九段坂」でテイチクレコードより歌手デビュー。1956年までテイチク専属歌手として活躍した。
1957年にビクターレコードへ移籍と同時に芸名を「今村隆志」と改名する。ビクターでは「おじいさんは強かった」「ギター船頭」「逢う日かぞえて」などを吹き込んだ。最後のシングルは1959年発売の「調子がいいぜ」だった。
同年、今村は元々病弱な身体であったことや、更に当時流行していたヒロポンを使用していたこともあってか急死した。26歳没。